# Station Štarnov
Železniční zastávka Štarnov (Nederlands: Spoorweghalte Štarnov, Duits vroeger: Starnau) is een station in de Tsjechische gemeente Štarnov. Het station ligt aan spoorlijn 290 (die van Olomouc, via Šternberk en Uničov, naar Šumperk loopt). Het station is onder beheer van de SŽDC en wordt bediend door stoptreinen van de České Dráhy.
Olomouc hlavní nádraží ↔ Hlušovice ↔ Bohuňovice ↔ Štarnov ↔ Šternberk ↔ Babice u Šternberka ↔ Mladějovice ↔ Újezd u Uničova ↔ Uničov zastávka ↔ Uničov ↔ Troubelice ↔ Troubelice zastávka ↔ Nová Hradečná ↔ Libina ↔ Hrabišín ↔ Nový Malín ↔ Šumperk